# Solling (kommunfritt område)
Solling är ett kommunfritt område i Landkreis Northeim i förbundslandet Niedersachsen i Tyskland. Namnert kommer från bergskedjan Solling.